# Munster (Moselle)
Munster település Franciaországban, Moselle megyében. Lakosainak száma 235 fő (2022. január 1.). Munster Albestroff, Insviller, Lhor, Torcheville és Vibersviller községekkel határos.

## Népesség
A település népességének változása:
| Lakosok száma | 322  | 230  | 209  | 221  | 254  | 258  | 244  | 239  | 238  | 235  |
|               | 1968 | 1990 | 2006 | 2011 | 2015 | 2016 | 2018 | 2019 | 2021 | 2022 |